# Provincia de Pleven
La provincia de Pleven (en búlgaro: Област Плевен), es una provincia u óblast ubicado al norte de Bulgaria. Limita al norte con el Danubio, frontera natural con Rumanía; al este con la provincia de Veliko Tarnovo; al sur con la de Lovech y al oeste con la de Vratsa.

## Subdivisiones
La provincia está integrada por once municipios:
- Municipio de Bélene (capital: Bélene)
- Municipio de Chervén Bryag (capital: Chervén Bryag)
- Municipio de Dolna Mitropoliya (capital: Dolna Mitropoliya)
- Municipio de Dolni Dabnik (capital: Dolni Dabnik)
- Municipio de Gulyantsi (capital: Gulyantsi)
- Municipio de Ískar (capital: Ískar)
- Municipio de Knezhá (capital: Knezhá)
- Municipio de Levski (capital: Levski)
- Municipio de Nikópol (capital: Nikópol)
- Municipio de Pleven (capital: Pleven)
- Municipio de Pórdim (capital: Pórdim)